# Башенколь
Башенколь (каз. Бәшенкөл) — село в Темирском районе Актюбинской области Казахстана. Входит в состав Кенкиякского сельского округа. Код КАТО — 155639200.

## Население
В 1989 году население села составляло 711 человек. Национальный состав: казахи. В 1999 году население села составляло 337 человек (156 мужчин и 181 женщина). По данным переписи 2009 года, в селе проживало 211 человек (106 мужчин и 105 женщин). По данным переписи 2021 года, в селе проживало 53 человек (33 мужчин и 20 женщин).
| Численность населения | Численность населения | Численность населения | Численность населения |
| 1989                  | 1999                  | 2009                  | 2021                  |
| --------------------- | --------------------- | --------------------- | --------------------- |
| 711                   | ↘337                  | ↘211                  | ↘53                   |